# Natural Bridge State Resort Park
Le  Natural Bridge State Resort Park est un parc d'état du Kentucky situé dans les comtés de Powell et Wolfe le long de la Rivière Rouge, à côté de la zone géologique Red River Gorge et entouré par la Forêt nationale Daniel Boone. Le pont naturel qui lui donne son nom est la pièce maîtresse du parc. Le bassin naturel de grès s'étend sur 78 pi (24 m) et est haut de 65 pi (20 m).